# استیپل لنگفورد
استیپل لنگفورد (به انگلیسی: Steeple Langford) یک روستا و محله مدنی در بریتانیا است که در Wiltshire واقع شده‌است. استیپل لنگفورد ۵۱۵ نفر جمعیت دارد.